# Кельтібери

Мовна карта Піренейського півострова (300 до н. е.):
Кельти

Кельтібе́ри (лат. Celtiberi), або ке́льто-ібе́ри — греко-римська загальна назва кельтських племен, що мешкали в центрально-східній частині Піренейського півострова в III—І ст. до н. е. Походили від змішання кельтів, що прибули до півострова в VI—V ст. до н. е., та іберійців — автохтонного населення півострова. До кельтіберів відносили такі племена — турмогіди, ареваки, пелендони, лузони, белли, диттани, лобетани. Розмовляли індоєвропейською кельтіберською мовою. Мешкали переважно у селищах. Вели напівкочовий спосіб життя. Займалися скотарством (вівчарством) та землеробством. Міст мали мало, серед яких найбільшими були Клунія, Сеговія, Нуманція. Зберігали фізичний тип кельтів — світлі волосся й очі, високий зріст; у культурі дотримувалися іберійських звичаїв, одягу, зброї тощо. Кордоном із некельтським населенням була річка Ебро. Під час римського завоювання Іспанії чинили найбільший супротив Риму серед усіх народів Піренейського півострова. Первісно були союзниками римлян у війнах проти Карфагену, але 212 року до н. е. стали ворогами (внаслідок цього загинули брати Публій та Гней Корнелій Сципіон). З 195 року до н. е. римські сили під проводом Марка Порція Кантона Старшого почали систематичну боротьбу проти кельтіберів. 179 року до н. е. Тиберій Семпроній Гракх зруйнував багато кельтіберських селищ й змусив частину племен визнати владу Риму. Під проводом Серторія кельтібери повстали проти римського панування. Після його смерті Помпей остаточно підкорив кельтіберські землі. За римського панування романізувалися — перейняли римське право та звичаї. Їхня країна Кельтібе́рія (лат. Celtiberia) стала частиною римської Іспанії.

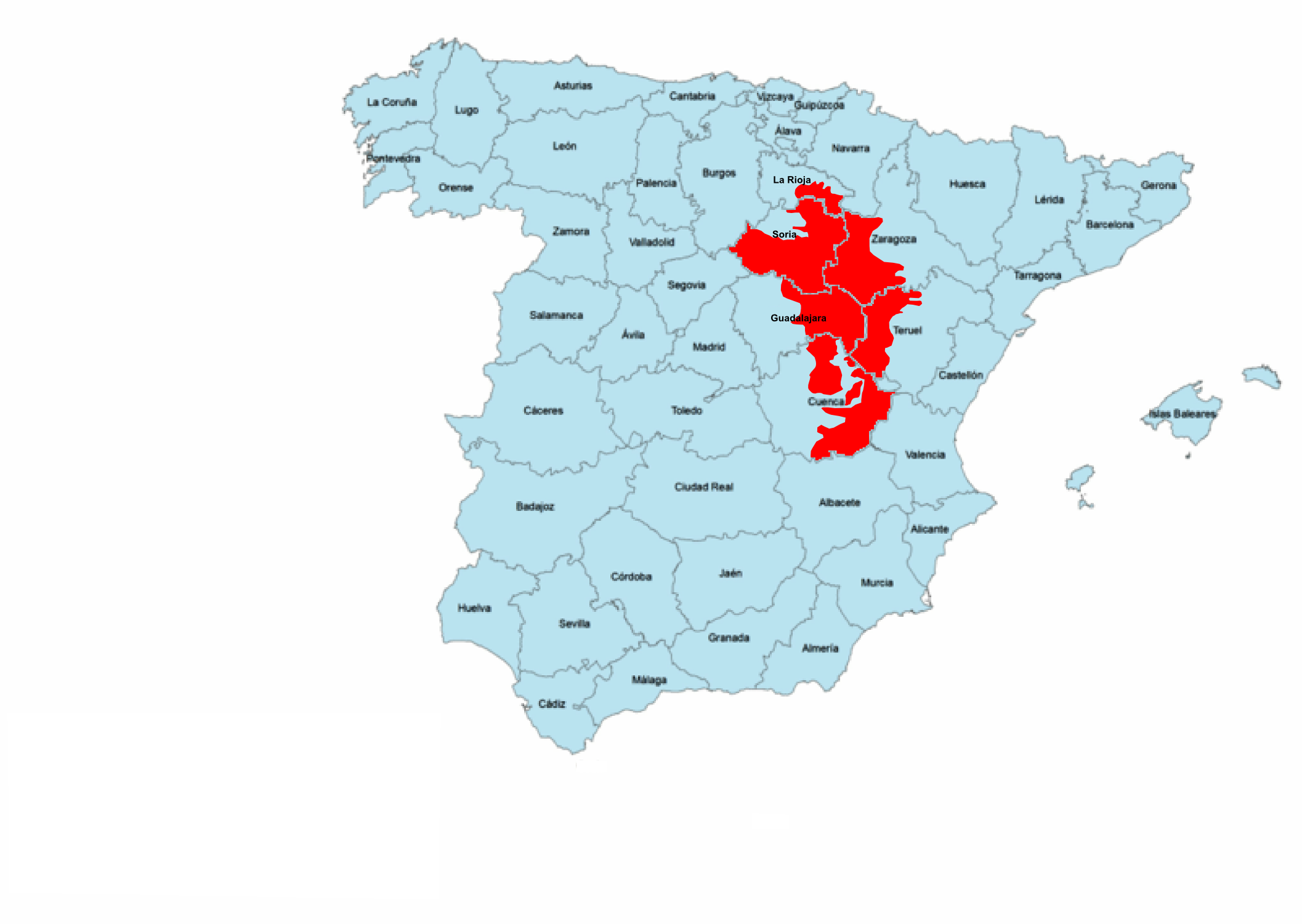
Кельтіберія
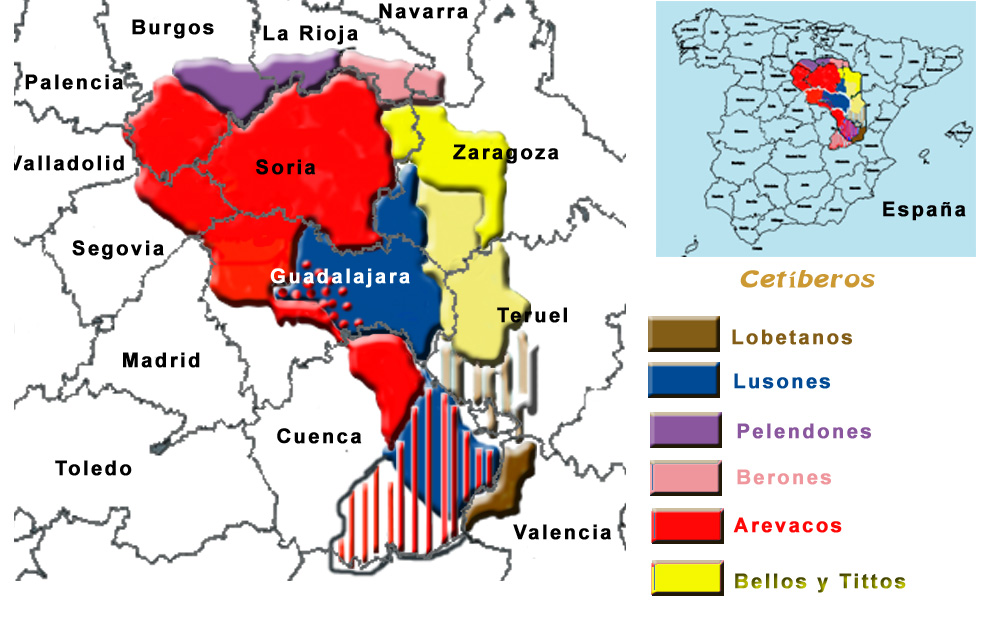
Кельтіберійські племена
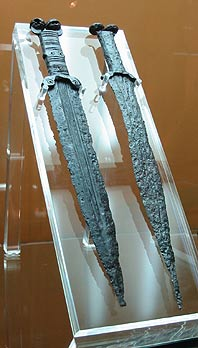
Мечі
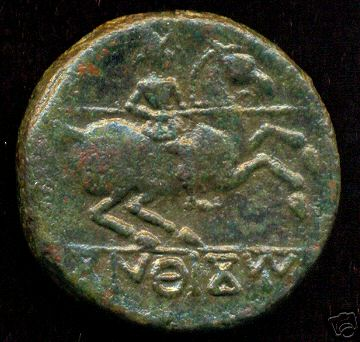
Монета
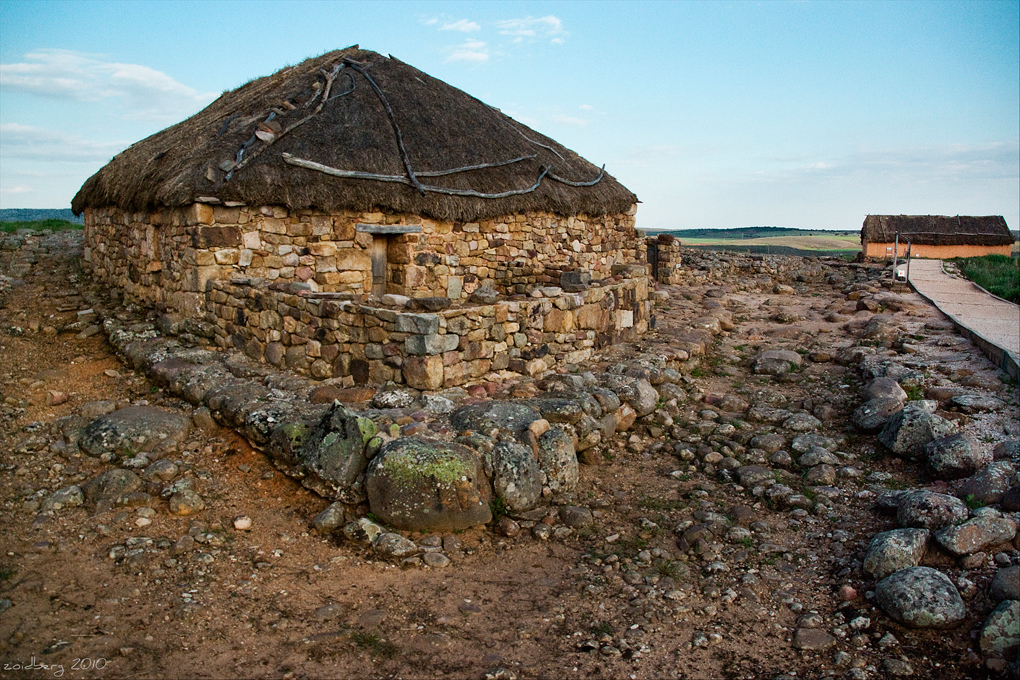
Реконструкція житла
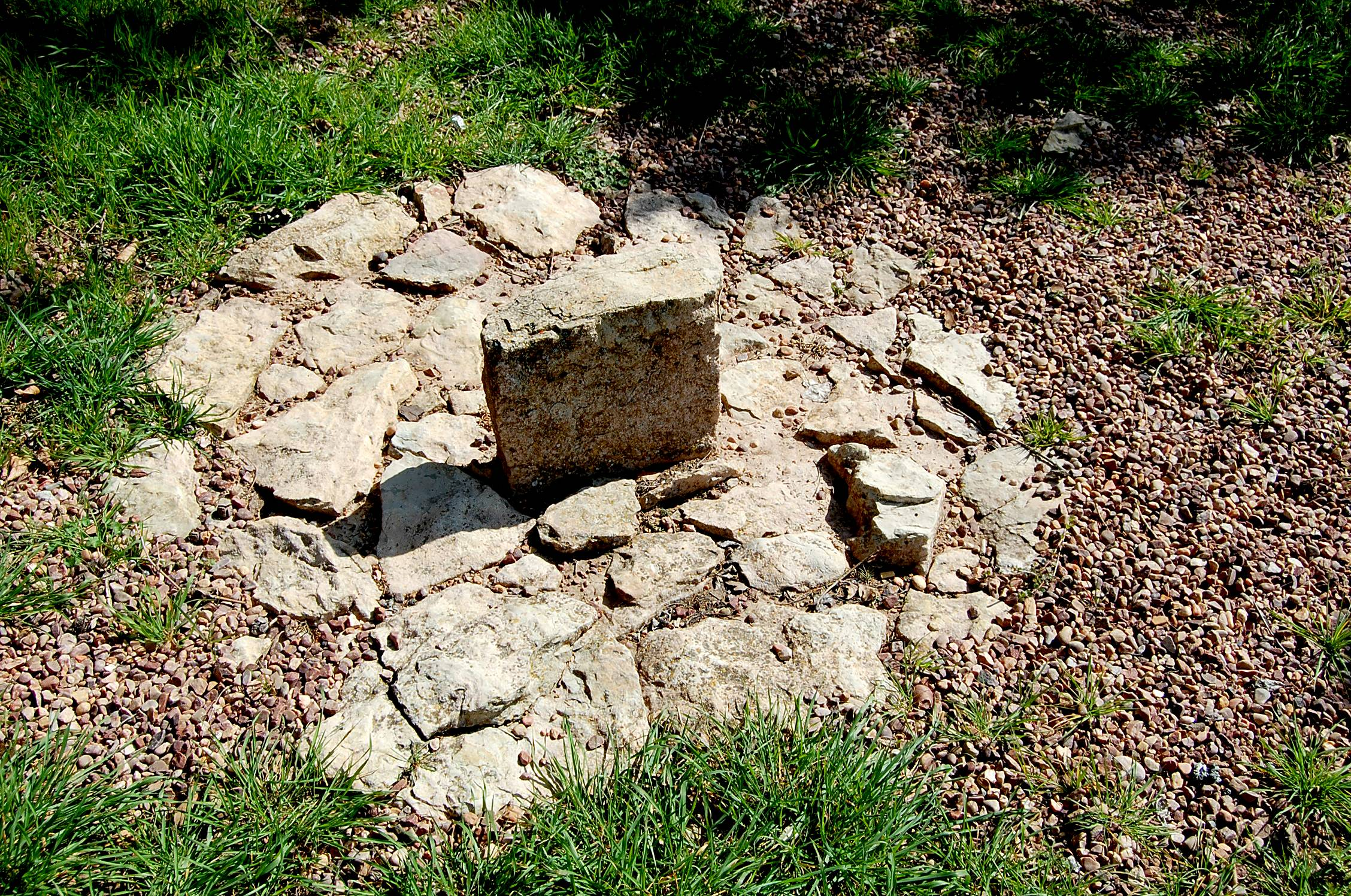
Поховальна стела